# Phillixus
Phillíxus — підрід жуків роду Lixus родини Довгоносики (Curculionidae).

## Зовнішній вигляд
До цього роду відносяться види, довжина тіла яких знаходиться у межах 3-5.5 мм. Основні ознаки підроду:
- довжина стволика вусиків не більша, ніж довжина їхньої булави;
- тіло вкрите тонкими волосками;
- кігтики лапок при основі не зрослися, лапки вузькі, їхні членики знизу ледь помітними або неповними підошвами з густих коротких волосків.

Фотографії видів цього підроду див. на.

## Спосіб життя
Типовий для роду Lixus. У вивчених у цьому відношенні видів життєвий цикл пов'язаний із рослинами з родин Амарантові, Лободові, Гвоздикові. Імаго живляться зеленими частинами рослин, яйця відкладають у стебла. Їжа личинок — тканини серцевини, в ході розвитку на стеблі часом утворюється гал. Заляльковування відбувається у камері з тонкими стінками.

## Географічне поширення
Ареал підроду охоплює весь Південь Палеарктики, тяжіючи до його західної частини. У цих широких межах деяким видам притаманний порівняно невеликий регіон. Чотири види цього підроду входять до фауни України. У одного з них через Україну проходить західна межа ареалу (див. нижче).

## Класифікація
Наводимо перелік 9 видів цього підроду, що мешкають у Палеарктиці. Види української фауни позначені кольором:
- Lixus biskrensis Capiomont. 1876 — Північна Африка, Арабські Емірати, Катар, Таджикистан
- Lixus brevipes  C N. F. Brisout de Barneville, 1866 — Південна Європа, Казахстан, Західний Сибір, Далекий Схід, Монголія, Афганістан, Туреччина, Сирія
- Lixus brevirostris Boheman, 1835 — Португалія, Іспанія, Франція, Італія, Північна Африка
- Lixus incanescens  Boheman, 1835 — Південна Європа від Франції до Закавказзя, Афганістан, Іран, Ірак, Казахстан, Монголія, Китай, Середня Азія, Туреччина
- Lixus korbi Petri, 1904 — Туреччина
- Lixus scabricollis Boheman, 1842 — Південна Європа від Португалії до Болгарії, Північна Африка, Туреччина, Ізраїль, Іран
- Lixus subfarinosus Desbrochers des Loges, 1893 — Північна Африка, Арабські Емірати, Ємен, Ірак
- Lixus subtilis  Boheman, 1835 — Південна Європа, Закавказзя, Афганістан, Західний і Східний Сибір, Казахстан, Монголія, Китай, Далекий Схід, Середня Азія, Афганістан, Іран, Туреччина, Сирія
- Lixus subulatus  Faust, 1891 — Закавказзя, південь Європейської Росії, Україна, Туреччина, Іран, Середня Азія

## Практичне значення
Вид Lixus subtilis може завдавати шкоди на плантаціях буряків, в тому числі на насіннєвих висадках